# Nước Anh thức tỉnh
Bài phát biểu "Nước Anh thức tỉnh" (tiếng Anh: Britain Awake, hay còn gọi là Bài phát biểu Bà đầm Thép)  là bài diễn văn của nhà lãnh đạo Đảng Bảo thủ Anh Margaret Thatcher được thực hiện tại tòa thị chính Kensington, Luân Đôn vào ngày 19 tháng 1 năm 1976. Trong bài phát biểu này, Thatcher đã chỉ trích gay gắt chính sách của Liên Xô và tuyên bố rằng quốc gia này đang "cố gắng thống trị toàn cầu", lợi dụng détente để đạt được ưu thế trong cuộc nội chiến Angola. Bà Thatcher còn đặt nghi vấn về việc Công Đảng Anh cắt giảm ngân sách quốc phòng và ảnh hưởng đến khả năng phòng thủ của NATO ở một số khu vực châu Âu. Trong bài phát biểu, bà tuyên bố rằng chính phủ Bảo thủ Anh sẽ hợp tác với chính sách đối ngoại của Hoa Kỳ và sẽ tăng ngân sách quốc phòng. Bà cũng gửi lời chúc mừng tới Malcolm Fraser và Robert Muldoon đã thắng cử, trở thành Thủ tướng của Úc và New Zealand. Tuy nhiên, bà cũng nhấn mạnh rằng có nguy cơ phe cộng sản sẽ giành chiến thắng trong cuộc tổng tuyển cử sắp tới ở Ý tại nhiệm kỳ 1976.

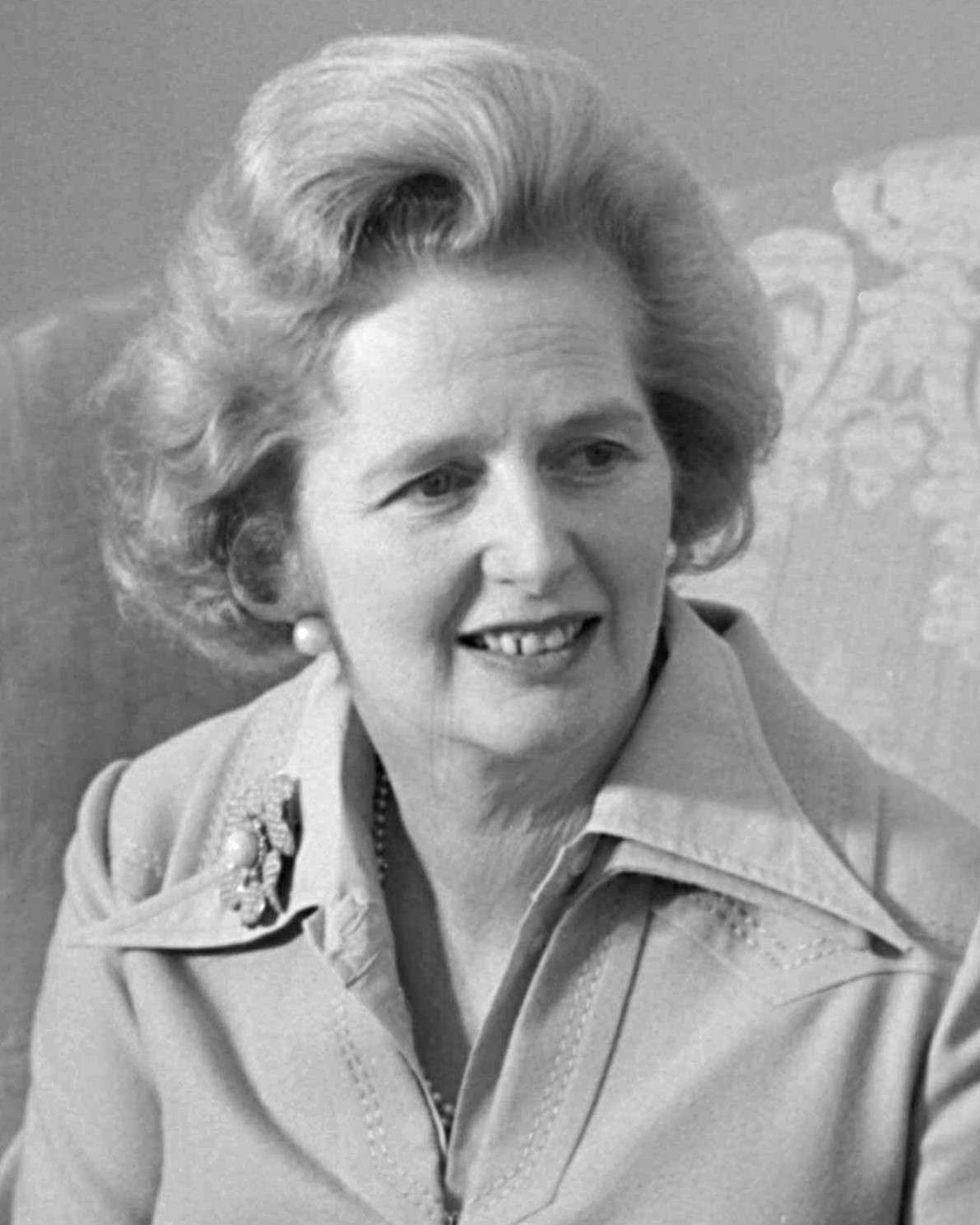
Bà Margaret Thatcher (năm 1975)

Bài phát biểu được đưa tin trên các tờ báo Liên Xô, trong đó có bài viết của Yuri Gavrilov trên tờ Krasnaya Zvezda. Ông đặt cho bà Thatcher biệt danh "Bà đầm Thép", một cụm từ sau này được sử dụng bởi hãng thông tấn TASS. Các báo cáo từ Liên Xô (bao gồm cả biệt danh này) đã được đề cập trong một bài viết của hãng thông tấn Reuters và sau đó được các phương tiện truyền thông phương Tây đăng tải.  Báo chí Anh đã sử dụng biệt danh này như một biểu tượng cho sức mạnh và lập trường chống cộng sản của bà Thatcher, và bà cũng đã cho phép việc sử dụng biệt danh này.

## Bối cảnh
Bà Thatcher là thành viên của đảng Bảo thủ trong Quốc hội từ năm 1959 và từng giữ chức Bộ trưởng Bộ Giáo dục và Khoa học trong thời kỳ Edward Heath nắm quyền (1970-1974). Khi Edward Heath thất cử trong hai cuộc tổng tuyển cử vào tháng Hai và tháng Mười năm 1974, bà đã nhắm vào ông để tranh lấy chức vị lãnh đạo đảng.  Các chính sách mà bà đưa ra, bao gồm ủng hộ chủ nghĩa tự do kinh tế, đã giúp bà thu hút sự ủng hộ từ phía cánh hữu. Bà đã được bầu làm lãnh đạo đảng vào tháng Hai năm 1975, trở thành Lãnh tụ đối lập.
Quan hệ ngoại giao trong giai đoạn này bị chi phối bởi Chiến tranh Lạnh. Đến năm 1975, đây là giai đoạn các nước cường quốc bắt đầu có xu hướng thân thiện hơn. Tại thời điểm đó, một số người cho rằng việc giảm căng thẳng có thể dẫn đến kết thúc Chiến tranh Lạnh.  Trong bài phát biểu về chính sách ngoại giao, bà Thatcher đã nói rằng bà nghi ngờ về việc Liên Xô có tuân thủ 10 nguyên tắc của Hiệp ước Helsinki hay không.
Vào tháng 9 năm 1975, Thatcher thực hiện chuyến công du Hoa Kỳ và Canada, gặp gỡ các nhân vật quan trọng như Tổng thư ký Liên Hợp Quốc Kurt Waldheim ,Tổng thống Hoa Kỳ Gerald Ford, Bộ trưởng Quốc phòng Hoa Kỳ James R. Schlesinger và Bộ trưởng Bộ Tài Chính William E. Simon.  Trong chuyến công du, bà phát biểu tại Câu lạc bộ Báo chí Washington (WPC)  đưa ra cam kết của mình trong việc đẩy lùi chủ nghĩa xã hội tại Anh và tái thiết đất nước thông qua chủ nghĩa tự do kinh tế. Bà đề cập đến quan điểm của mình về việc giảm căng thẳng và cảnh báo về những rủi ro của chiến lược này, nhưng trọng tâm chính là các cải cách nội địa mà bà đề xuất và mối quan hệ đôi bên lâu dài giữa Anh và Hoa Kỳ.
Những lần xuất hiện trước công chúng của Thatcher trong giai đoạn này được quản lý bởi cố vấn quan hệ công chúng của bà - Gordon Reece. Vào ngày 19 tháng 1 năm 1976, bà đã có một buổi phát biểu tại tòa thị chính Kensington, London, đây là một trong những bài phát biểu quan trọng đầu tiên của bà với tư cách là lãnh đạo đảng.

## Diễn thuyết

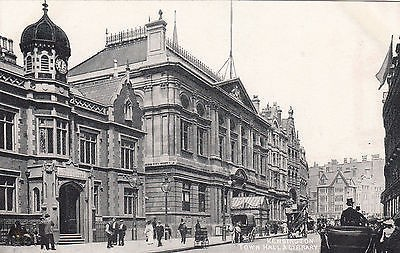
Tòa thị chính Kensington cũ

Bà Thatcher đã diễn thuyết vào tối ngày 19 tháng 1 năm 1976.  Bài phát biểu đã được chuẩn bị trước, và một bản sao được đưa cho giới báo chí với điều kiện không được tiết lộ trước 8 giờ tối.  So sánh giữa thông cáo báo chí và bài phát biểu thực tế chỉ có một số khác biệt nhỏ, chủ yếu về mặt văn phong.
Bà Thatcher bắt đầu bài phát biểu bằng việc khẳng định nhiệm vụ đầu tiên của bất kỳ chính phủ nào là bảo vệ người dân của mình khỏi các mối đe dọa từ bên ngoài và đặt câu hỏi tu từ rằng chính phủ Đảng Lao động hiện tại có đang làm như vậy hay không. Bà cáo buộc Thủ tướng Harold Wilson cắt giảm ngân sách quốc phòng vào lúc chính phủ đối mặt với mối đe dọa lớn nhất từ ngoại bang sau Thế chiến thứ hai, (Liên Xô).  Thatcher cáo buộc một số thành viên của Đảng Lao động ủng hộ Liên Xô, bà nói rằng Liên bang Xô VIết là một chế độ độc tài, quyết tâm trở thành cường quốc quân sự hàng đầu thế giới và "cố gắng thống trị toàn cầu".  Bà Thatcher nhấn mạnh rằng, vì là một chế độ độc tài, "các quý ông trong Bộ chính trị Liên Xô không cần phải lo lắng về thịnh suy của nhân dân. Họ ưu tiên vũ khí hơn lương thực, trong khi chúng ta đặt hầu hết mọi thứ lên trên vũ khí".
Thatcher cho rằng, do Liên Xô đã thất bại về mặt kinh tế và xã hội-văn hóa, con đường duy nhất để trở thành siêu cường là thông qua chiến tranh. Trong Hội nghị Helsinki, bà đã cảnh báo thế giới rằng chi phí mà Liên Xô dành cho nghiên cứu quân sự, vũ khí, tàu chiến và vũ khí hạt nhân chiến lược nhiều hơn cả Hoa Kỳ; một số chuyên gia cho rằng Liên Xô đã đạt được ưu thế chiến lược so với Hoa Kỳ. Bà Thatcher cho biết rằng bà sẽ tham dự cuộc diễn tập quân sự của Quân đội Anh tại Đức trong ba ngày, vào thời điểm Liên Xô có ưu thế vượt trội: 150.000 quân thường trực, 10.000 xe tăng và 2.600 máy bay chiến đấu so với NATO tại châu Âu. Bà Thatcher bày tỏ mối quan ngại về năng lực phòng thủ của NATO tại khu vực miền Nam châu Âu, Địa Trung Hải, đồng thời cả vấn đề an ninh của các giàn khoan dầu và tuyến đường biển thương mại. Bà cũng bày tỏ sự không hài lòng khi Anh mất đi các căn cứ hải quân ở nước ngoài, trong khi Liên Xô vẫn tiếp tục xây dựng thêm các căn cứ mới.

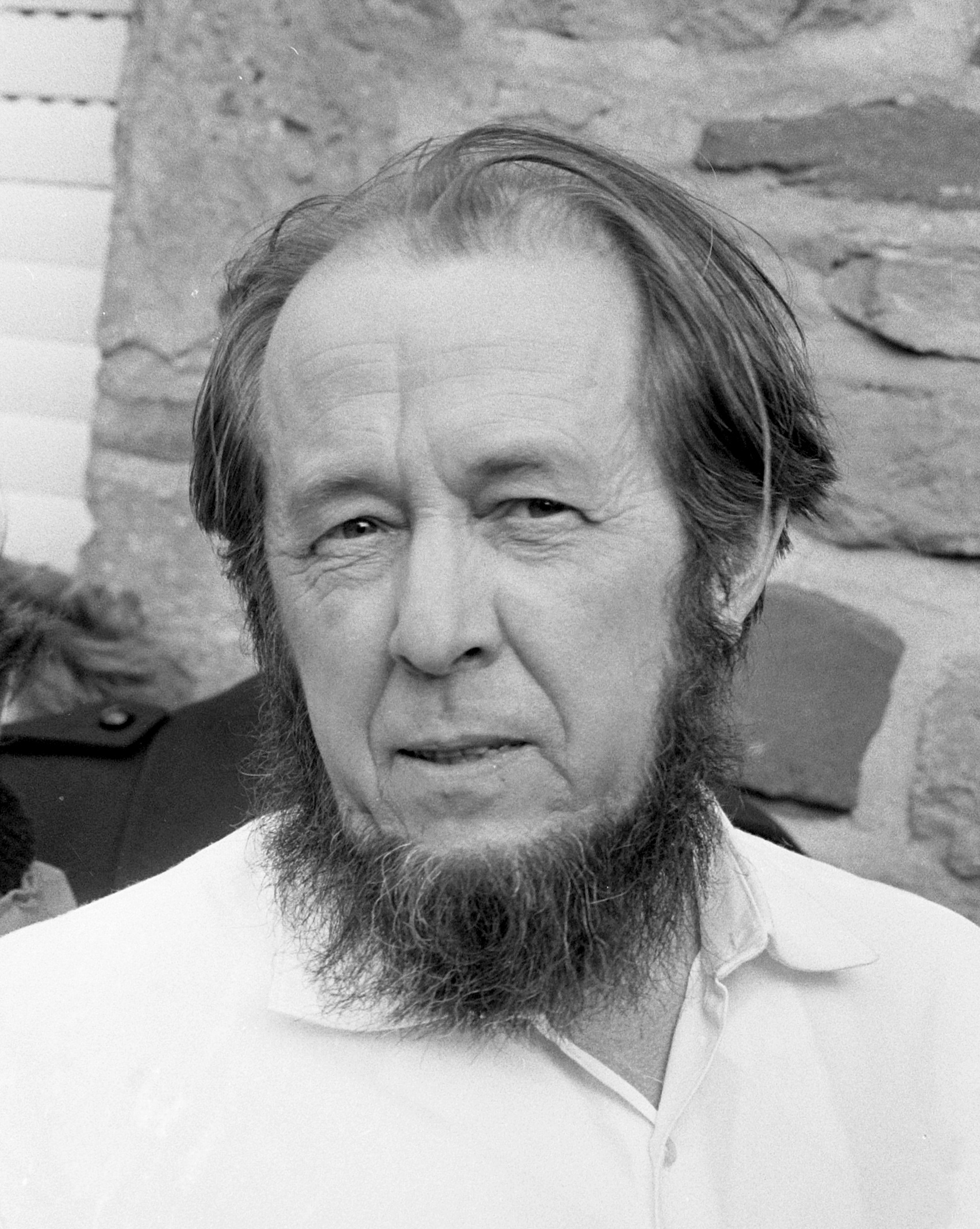
Bà Thatcher đề cập đến các tác phẩm của Aleksandr Solzhenitsyn (ảnh được chụp vào năm 1974)

Bà Thatcher phê phán việc giảm căng thẳng chỉ tạo ra ảo giác an toàn và nhấn mạnh rằng điều này không ngăn được Liên Xô can thiệp vào Nội chiến Angola hay cải thiện điều kiện sống của người dân ở phía sau Bức màn sắt. Bà đề cập đến các tác phẩm của nhà bất đồng chính kiến Liên Xô Aleksandr Solzhenitsyn, người mô tả Chiến tranh Lạnh như Thế chiến thứ ba, và chứng minh rằng trong những năm gần đây, đó là cuộc chiến mà phương Tây đang thua trận, khi ngày càng nhiều quốc gia chuyển sang chủ nghĩa xã hội. Bà đề cập đến các tác phẩm gần đây của nhà văn chính trị Liên Xô Konstantin Zarodov và Tổng Bí thư Leonid Brezhnev, những người ủng hộ việc thực hiện cuộc cách mạng vô sản trên toàn cầu. Bà khẳng định rằng nếu không hành động, nước Anh có thể tự tìm thấy mình trên "đống đổ nát của lịch sử".
Thatcher cho rằng mọi thành viên NATO cần cùng nhau gánh vác trách nhiệm quốc phòng,  đặc biệt khi Hoa Kỳ hạn chế can thiệp vào nước ngoài sau thất bại trong Chiến tranh Việt Nam. Bà nói về việc Đảng Lao động thông báo cắt giảm chi tiêu quốc phòng gần 5 tỷ bảng, và cho rằng Bộ trưởng Quốc phòng Roy Mason nên được gọi là "Bộ trưởng Bất an". Bà Thatcher nhấn mạnh: "chừng nào Đảng Lao động còn tiếp tục cầm quyền, nước Anh sẽ suy tàn". Điều này nhận được sự hoan nghênh của khán giả. Bà đưa ra so sánh chi tiêu quốc phòng của Anh (khoảng 90 bảng mỗi người mỗi năm) thấp hơn so với Tây Đức (130 bảng), Pháp (115 bảng), Hoa Kỳ (215 bảng) và Thụy Điển trung lập (160 bảng).  Bà kêu gọi đẩy mạnh ngân sách quốc phòng, mặc dù bà đã phát biểu "Chúng ta nghèo hơn hầu hết các đồng minh NATO. Đây là tàn dư của thảm họa di sản kinh tế do chủ nghĩa xã hội gây ra".
Bà chỉ ra rằng uy tín quốc tế của Anh đã giảm sút, và nói rằng "Khi tôi đi khắp nơi trên thế giới, tôi thấy mọi người liên tục hỏi  'Nước Anh đang gặp vấn đề gì?' Họ tự hỏi tại sao chúng ta trốn tránh trách nhiệm và không đóng vai trò lãnh đạo khi có nhiều kinh nghiệm như vậy". Bà cảnh báo rằng phong trào MPLA đang được Liên Xô hậu thuẫn, đang nhanh chóng chiếm ưu thế tại Angola và đặt ra mối đe dọa hiệu ứng domino đối với các quốc gia lân cận tại châu Phi nếu Angola bị kiểm soát bởi MPLA. Một thất bại như vậy sẽ làm cho việc giải quyết vấn đề độc lập tại cộng hòa Rhodesia trở nên phức tạp hơn, khi người da trắng đang đối mặt với cuộc Chiến tranh du kích Rhodesia chống lại các nhóm chủ nghĩa dân tộc da đen được cộng sản ủng hộ. Bên cạnh đó, chế độ phân biệt chủng tộc tại Nam Phi cũng sẽ gặp nhiều khó khăn hơn.

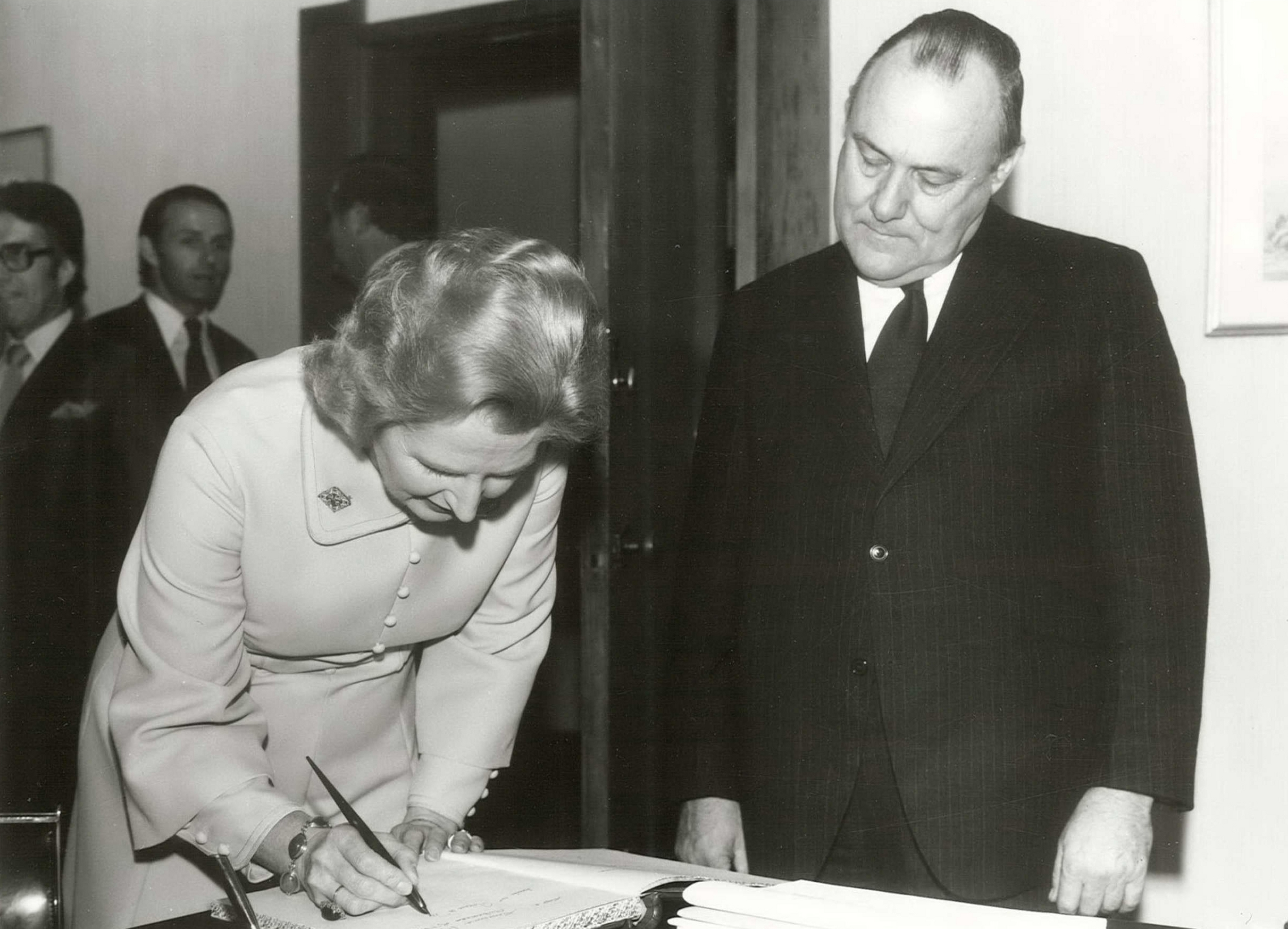
Bà Thatcher và Thủ tướng Robert Muldoon gặp mặt tại Wellington, New Zealand, tháng 9 năm 1976.

Thatcher cam kết rằng đảng Bảo Thủ sẽ theo đuổi chính sách đối ngoại gắn bó chặt chẽ với Hoa Kỳ và đề nghị tăng cường quan hệ hợp tác với các nước châu Âu cũng như các quốc gia trong Khối Thịnh vượng chung, bao gồm Úc, New Zealand và Canada. Bà đã chúc mừng Thủ tướng Úc Malcolm Fraser và Thủ tướng New Zealand Robert Muldoon đã đắc cử tại cuộc bầu cử năm 1975 (cả hai người đều đánh bại các đối thủ có tư tưởng xã hội chủ nghĩa). Bà Thatcher kêu gọi cả nước "Phải kiên quyết bảo vệ các giá trị liên quan đến quyền lợi và tự do của nền văn minh phương Tây".
Bà nhấn mạnh vị thế của nước Anh trong Cộng đồng Kinh tế châu Âu (EEC) và kêu gọi các và kêu gọi các thành viên giữ vững bản sắc đặc trung của quốc gia, chống lại những động thái hướng tới sự đồng hóa. Bà cảnh báo về nguy cơ phe cộng sản sẽ đắc cử trong cuộc tổng tuyển cử Ý năm 1976, trong "một năm khó khăn phía trước"  (thời điểm này có những lo ngại về sự tái xuất hiện của chủ nghĩa cộng sản châu Âu và khả năng đắc cử của phe cộng sản tại Ý và Bồ Đào Nha). Bà kêu gọi lực lượng cảnh sát và dịch vụ an ninh của các quốc gia EEC và NATO hợp tác chặt chẽ hơn, đồng thời ca ngợi cảnh sát Anh vì đã ứng phó hiệu quả với các vụ khủng bố gần đây (bao gồm các vụ khủng bố ở London do IRA Lâm thời thực hiện, cũng như việc bắt giữ bốn thành viên IRA trong Cuộc bao vây phố Balcombe năm 1975). Tại đoạn này, Thatcher đã bỏ qua một số phần phát biểu trong văn bản dự phòng (trong trường hợp thiếu thời gian). Phần văn bản bị bỏ qua ghi nhận rằng sức mạnh kinh tế và quân sự của Anh đã suy yếu dưới chính sách của Đảng Lao động, và lưu ý rằng "sức mạnh quân sự của Liên Xô sẽ không biến mất chỉ vì chúng ta làm lơ nó".
Bà Thatcher kết thúc bài phát biểu của mình bằng cách khẳng định rằng Đảng Bảo thủ vẫn tin tưởng vào sự vĩ đại của Vương quốc Anh, và có "nhiệm vụ tối cao là đánh thức công chúng Anh khỏi giấc ngủ dài". Những câu cuối cùng của bà là: "Trong lịch sử chúng ta, có những khoảnh khắc chúng ta phải đưa ra những lựa chọn khó khăn. Đây chính là một trong những khoảnh khắc như vậy - một khoảnh khắc mà sự lựa chọn của chúng ta sẽ quyết định sự sống còn của xã hội của chúng ta, - và tương lai của con em chúng ta. Hãy đảm bảo rằng thế hệ mai sau sẽ có lý do để tự hào vì chúng ta đã không tước đi tự do của họ". Một phần bài phát biểu đã được phát sóng trên đài phát thanh BBC lúc 10 giờ tối đêm đó.

## Ảnh hưởng
Trong cuốn tiểu sử về Thatcher - Iron Lady (2004), John Campbell cho rằng bà đã mắc sai lầm trong bài phát biểu của mình rằng  "chúng ta đang gánh vác cuộc nội chiến chống lại chủ nghĩa khủng bố tại Bắc Ireland và cần gia tăng lực lượng quân sự để đạt được thắng lợi".  Chính sách của chính phủ Anh và Đảng Bảo thủ thi hành khi họ tiếp quản chính phủ vào năm 1979 là tình hình Bắc Ireland thuộc trách nhiệm của lực lượng cảnh sát, với sự hỗ trợ của quân đội (như Chiến dịch Banner) cho các cơ quan dân sự.  Đây là lần cuối cùng mà Thatcher sử dụng những thuật ngữ như vậy liên quan đến Cuộc xung đột tại Bắc Ireland, nhưng điều này có thể phản ánh quan điểm cá nhân của bà về cuộc xung đột này.  Đại sứ Liên Xô tại Vương quốc Anh - Nikolai Lunkov đã đệ đơn phản đối về văn phong của bài phát biểu.
Báo chí Liên Xô đã đưa tin về bài phát biểu, với Đại úy Yuri Gavrilov viết một bài báo cho số báo ngày 24 tháng 1 của tờ Krasnaya Zvezda ("Sao Đỏ") - cơ quan ngôn luận trực thuộc Bộ Quốc phòng Liên Xô.  Ông Gavrilov đã đặt tiêu đề "Zheleznaya Dama Ugrozhayet" ("Iron Lady Wields Threats; Bà Đầm Thép Đe Dọa") cho bài viết và tuyên bố rằng thuật ngữ "Bà đầm Thép" được sử dụng bởi các đồng nghiệp của Thatcher,  mặc dù không rõ điều này có chính xác hay không. Ông Gavrilov có thể đã tạo ra thuật ngữ này và sử dụng nó để so sánh bà Thatcher với Otto von Bismarck - "Thủ tướng Thép" của Đế quốc Đức. Gavrilov sau đó ghi nhận rằng bài phát biểu đã đánh dấu một bước ngoặt trong quan hệ ngoại giao Liên Xô với Vương quốc Anh; ông nhớ lại rằng trước bài phát biểu: tranh biếm họa Liên Xô miêu tả Anh là một con sư tử không răng, nhưng sau đó Liên Xô đã thể hiện sự tôn trọng sức mạnh của quốc gia này. Tờ Komsomolskaya Pravda cũng đưa tin về bài phát biểu và mô tả bà Thatcher như một "nữ chiến binh quả cảm". Cơ quan thông tấn Liên Xô TASS cũng sử dụng biệt danh "Bà đầm Thép".
Phóng viên người Nga của tờ Reuters - Robert Evans, đã viết một bài về việc báo chí Liên Xô đưa tin, trong đó đề cập đến việc Gavrilov sử dụng thuật ngữ "Bà đầm Thép", điều mà các phương tiện truyền thông phương Tây đã để mắt đến. Báo chí Anh nhanh chóng sử dụng thuật ngữ này để mô tả lập trường chống cộng sản của bà Thatcher. Bà đã coi biệt danh này là niềm tự hào của mình.  Vào ngày 6 tháng 2, trong một bài phát biểu tại Hội đồng Bảo thủ với tư cách cử tri. Thatcher đã chấp nhận biệt danh và khẳng định: "Vâng, tôi là một 'Bà đầm sắt'. Cuối cùng thì, không phải là điều tồi tệ khi trở thành một công tước sắt, đúng không? Nếu đó là cách họ muốn hiểu việc tôi bảo vệ các giá trị và tự do cốt lõi lối sống của chúng ta, thì tôi chấp nhận."
Sau đó, bà Thatcher trở thành thủ tướng của Vương quốc Anh trong cuộc tổng tuyển cử 1979. Bà dẫn dắt một chính phủ Bảo thủ cánh hữu, giảm quyền lực của nhà nước, thực hiện tư nhân hóa quy mô lớn và hạn chế quyền lực của các công đoàn. Bà làm việc chặt chẽ với Tổng thống Mỹ từ năm 1981 đến 1989 (Ronald Reagan)  để đưa ra chính sách không khoan nhượng đối với Liên Xô, kéo dài cho đến khi nhà cải cách Mikhail Gorbachev trở thành Tổng Bí thư Đảng Cộng sản vào năm 1985. Lập trường ủng hộ NATO của bà Thatcher và ủng hộ duy trì vũ khí hạt nhân độc lập đi ngược lại với chính sách của Đảng Lao động trong giai đoạn này.  Nhiệm kỳ thủ tướng của bà cũng chứng kiến việc phải giải quyết vấn đề tại Rhodesia bằng Zimbabwe tuyên bố độc lập, mặc dù bà đối mặt với sự chỉ trích vì ngầm ủng hộ chế độ apartheid tại Nam Phi. Bà Thatcher từ chức vào năm 1990 sau các cuộc xung đột nội bộ trong đảng vì chủ nghĩa chống châu Âu của bà và việc thực hiện "thuế bầu cử" (poll tax) thất bại.

### Trích dẫn tác phẩm
- Byrd, Peter (1988). British Foreign Policy Under Thatcher. Philip Allan. ISBN 978-0-86003-701-9.
- Campbell, John (2008) [2004]. Iron Lady. Vintage. ISBN 978-0-09-951677-4.
- Gardiner, Nile; Thompson, Stephen (2013). Margaret Thatcher on Leadership: Lessons for American Conservatives Today. Simon and Schuster. ISBN 978-1-62157-179-7.
- Miller Center Journal. Quyển 2. 1995.